# Stanislav Kozubek
Stanislav Kozubek (* 9. června 1980 Praha) je bývalý profesionální silniční cyklista. V mládežnických kategoriích se věnoval také dráhové cyklistice.
Ve své kariéře dokázal zvítězit na domácí Czech Tour a získat trikot mistra republiky jak v silničním závodě, tak v časovce.
Po konci kariéry v roce 2013 působil mezi lety 2014 a 2019 jako ředitel sekretariátu Českého svazu cyklistiky. Od listopadu 2019 zastává pozici CSR ve společnosti Fortuna. Roku 2021 spoluzaložil společnost LOVE VELO. Tento projekt původně vznikl jako cykloservis s myčkou kol, později expandoval a nyní nabízí tréninkové přípravy, individuální vyjížďky a konzultace.
Je také jedním ze stálých expertů České televize na silniční cyklistiku.

## Úspěchy[3]

### 1998
- 3. v týmové stíhačce na Mistrovství světa juniorů v dráhové cyklistice

### 2001
- Vítěz týmové stíhačky na Mistrovství Evropy do 23 let v dráhové cyklistice
- 2. v bodovačce na Mistrovství Evropy do 23 let v dráhové cyklistice

### 2005
- 3. na Mistrovství České republiky v silničním závodu mužů
- 3. na Grand Prix Cycliste de Gemenc
- Mistr České republiky ve scratchi mužů
- Mistr České republiky v týmové stíhačce mužů

### 2006
- Mistr České republiky v silničním závodu mužů
- Vítěz 5. etapy na Okolo Slovenska

### 2007
- Mistr České republiky v časovce mužů
- Vítěz Praha–Karlovy Vary–Praha

### 2008
- 3. na Mistrovství České republiky v silničním závodu mužů

### 2009
- 2. v časovce na Mistrovství České republiky
- 3. na Mistrovství České republiky v silničním závodu mužů

### 2010
- 2. na Okolo Horního Rakouska
- 2. na Mistrovství České republiky v silničním závodu mužů
- 3. na Raiffeisen Grand Prix

### 2011
- Celkový vítěz Czech Tour